# Dorfkirche Bochow (Niedergörsdorf)

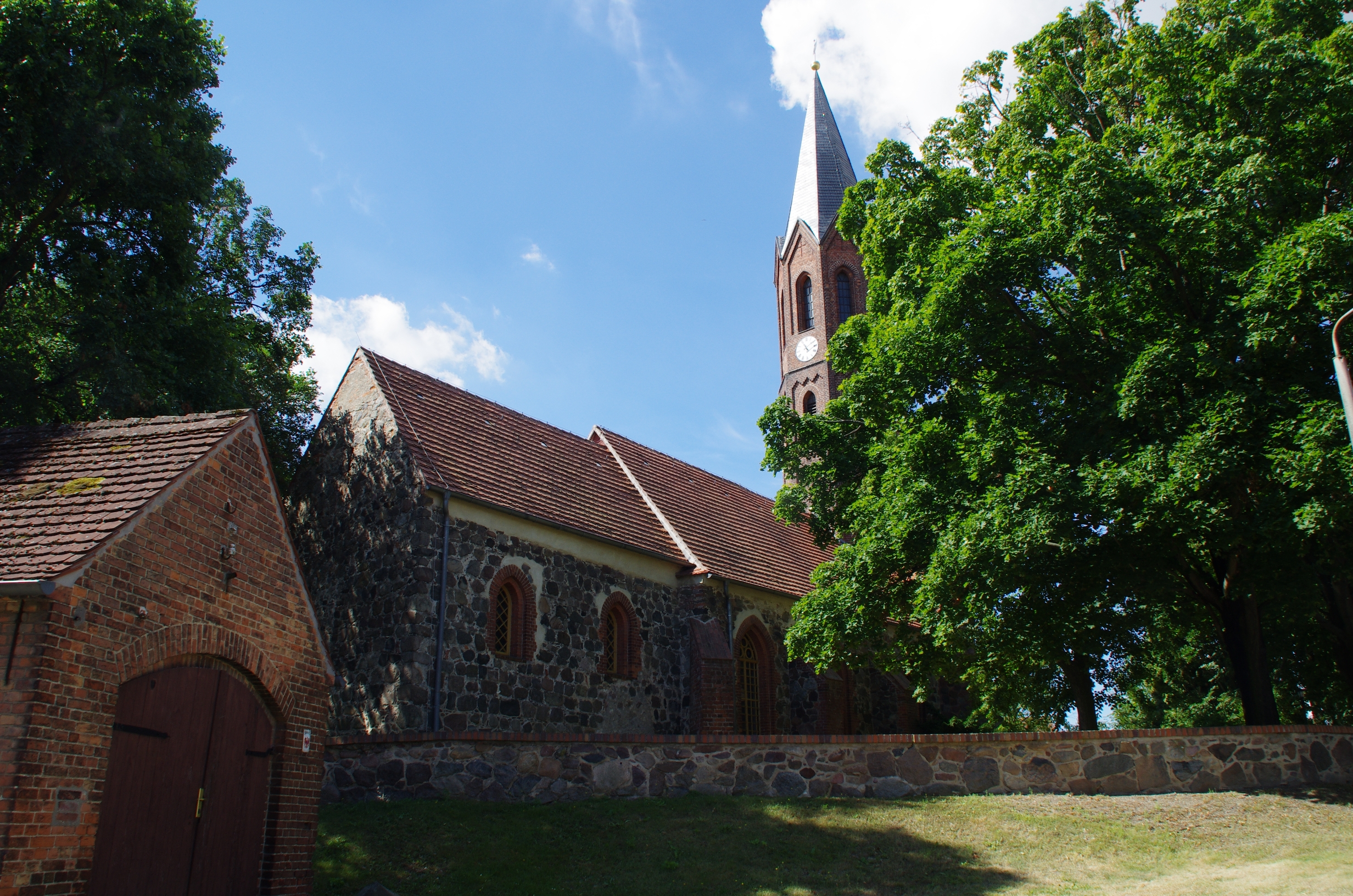
Dorfkirche Bochow

Die evangelische Dorfkirche Bochow ist eine gotische Feldsteinkirche aus dem 14. Jahrhundert in Bochow, einem Ortsteil der Gemeinde Niedergörsdorf im Landkreis Teltow-Fläming im Land Brandenburg. Die Kirchengemeinde gehört zum Kirchenkreis Zossen-Fläming der Evangelischen Kirche Berlin-Brandenburg-schlesische Oberlausitz. Die Kirche war ursprünglich dem Heiligen Gangolf geweiht und gehört zu den wenigen Gotteshäusern, bei denen das Patrozinium noch bekannt ist. Im Mittelalter war die Kirche ein Wallfahrtsort.

## Lage
Die Kreisstraße 7210 führt als Bochow von Norden kommend in südlicher Richtung durch den Ort. Die Kirche befindet sich östlich des Angers auf einem erhöhten Grundstück in der Mitte eines ehemaligen Kirchhofes, der mit einer Mauer aus unbehauenen und nicht lagig geschichteten Feldsteinen eingefriedet ist. In einer Mauernische befindet sich ein Denkmal für die Gefallenen des Ersten Weltkrieges.

## Geschichte
Der Chor wurde in der ersten Hälfte des 14. Jahrhunderts erbaut. Wahrscheinlich war der Chor die damalige Kirche, denn sie war bereits 1335 nachweislich Pfarrkirche und gelangte in den Besitz des Klosters Zinna. Das Kirchenschiff wurde wahrscheinlich zum Ende des 15. oder zum Beginn des 16. Jahrhunderts erbaut. Zu dieser Zeit war Hohengörsdorf um 1500 Tochterkirche. Nach der Reformation übernahm der Landesherr das Kirchenpatronat.
Im Dreißigjährigen Krieg wurde ein Teil der Kirche zerstört, aber wieder aufgebaut. Der achteckige, 43 m hohe Turm im Stil der Neugotik wurde 1856 hinzugefügt; dabei wurden große Teile des Innenraums umgestaltet. Um 1910/1920 wurde die Kirche neugestaltet, in dieser Zeit wurde wohl auch die Rankenbemalung im Chor und auf dem Triumphbogen erstellt. In die gleiche Zeit fällt wohl der Einbau der Orgel. Ab 1967 erfolgte eine Renovierung, bei der die Kirche auch eine neue Ausmalung erhielt. Später wurden die seitlichen Emporen abgebaut. Seit 1996 gehört Bochow zur Pfarrei Oehna.

## Baubeschreibung

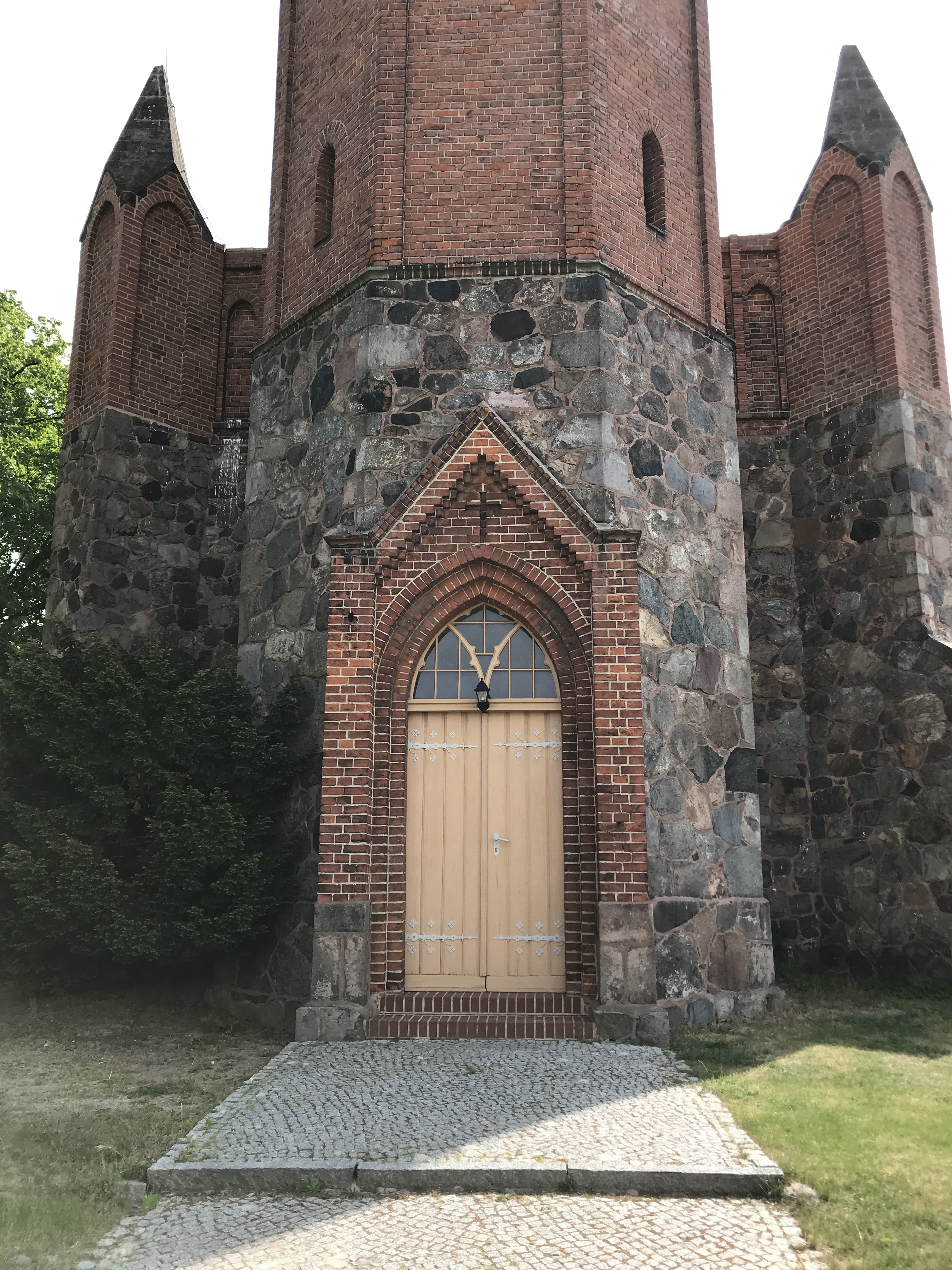
Westportal

Das Bauwerk entstand im Wesentlichen aus Feldsteinen, die unbehauen und nicht lagig geschichtet wurden. Bei Ausbesserungs- und Umbauarbeiten kam in der Regel rötlicher Mauerstein zum Einsatz. Der Chor ist gerade und leicht eingezogen. An der Ostseite sind die Reste eines zugesetzten, mittig angeordneten Spitzbogenfensters zu erkennen. Reste einer möglichen Dreifenstergruppe sind nicht zu erkennen. Im Giebel ist eine schmale und hochrechteckige Öffnung. An der Nord- und Südseite sind je zwei spitzbogenförmige Fenster, deren Gewände aus Mauersteinen errichtet wurde. Im westlichen Bereich der Nordseite sind die Reste einer zugesetzten Pforte erkennbar. Am Übergang zur Dachtraufe befindet sich ein breiter, verputzter Streifen; darüber ein schlichtes Satteldach. Dieser kleine Rechtecksaal war demnach im 14. Jahrhundert der Sakralbau.
Daran schließt sich das Kirchenschiff an. Es hat ebenfalls einen rechteckigen Grundriss. An seiner Nord- und Südseite sind je drei große und spitzbogenförmige Fenster, die sich annähernd über die gesamte Höhe des Bauwerks erstrecken. Dazwischen sind je ein mächtiger Strebepfeiler, der aus Feldstein und Mauerstein entstand.
Im Westen der Kirche befindet sich ein oktogonaler Turm mit einem ebenfalls oktogonalen Spitzhelm. Der obere Teil des Turmes wurde aus Ziegel gemauert, der untere Teil des Turmes und die Kirche wurde aus Feldstein erstellt. Auffällig sind die fialenartig überhöhten Eckstreben. Der Turm kann durch ein großes Portal von Westen her betreten werden. Dort befindet sich ein gemauertes Portal mit einer hochrechteckigen Tür, darüber ein halbkreisförmiges Fenster. Im mittleren Geschoss wurden die Felder durch Lisenen betont. Dort sind im unteren Bereich kleine Rundbogenfenster, oberhalb eines nach unten geöffneten Frieses die Klangarkaden. Darauf sitzt ein Aufsatz mit weiteren Fenstern mit je einer Turmuhr, die in die Himmelsrichtungen zeigt. Der Spitzhelm schließt mit einer Turmkugel und Wetterfahne ab.

## Ausstattung

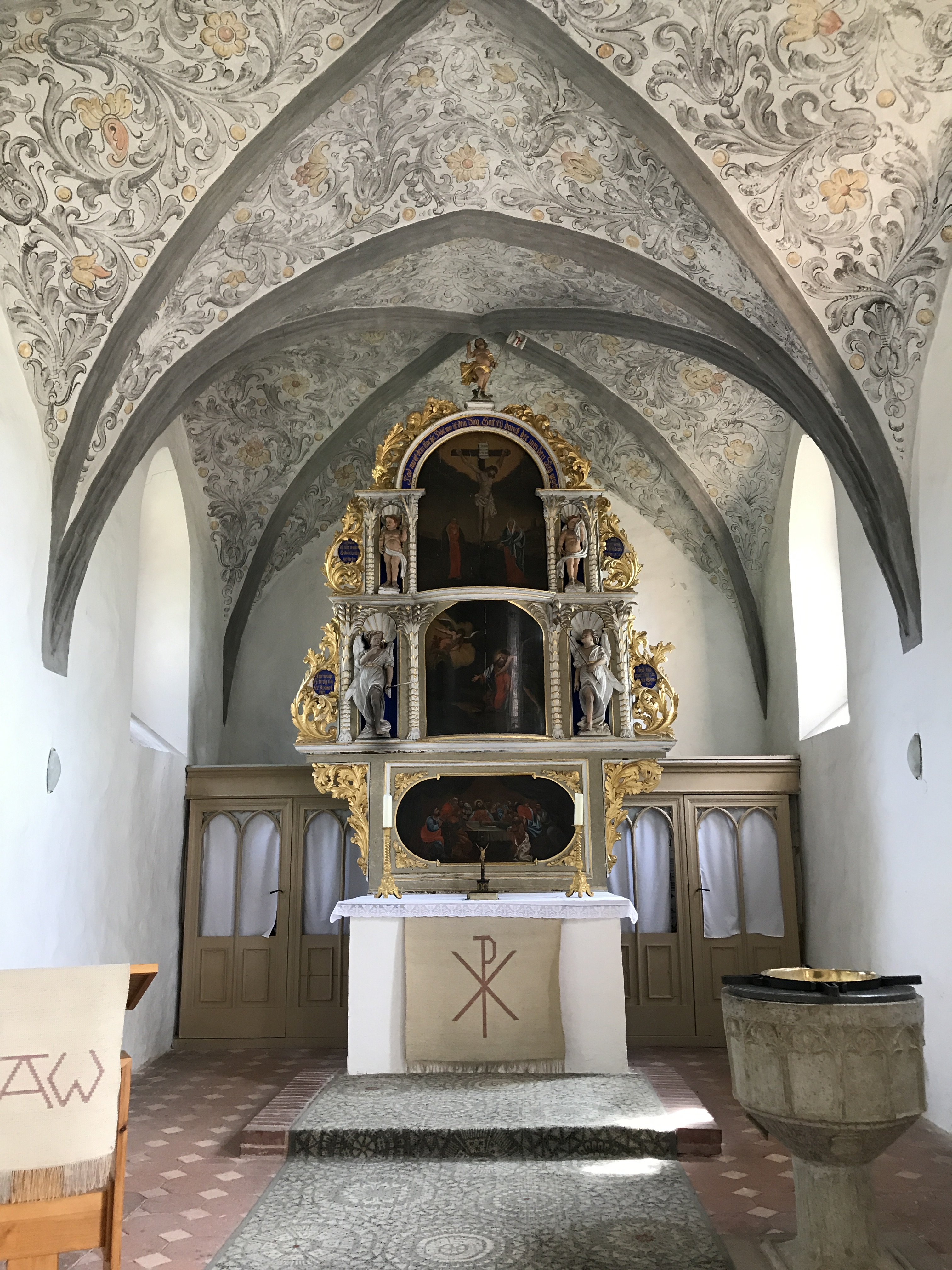
Altar

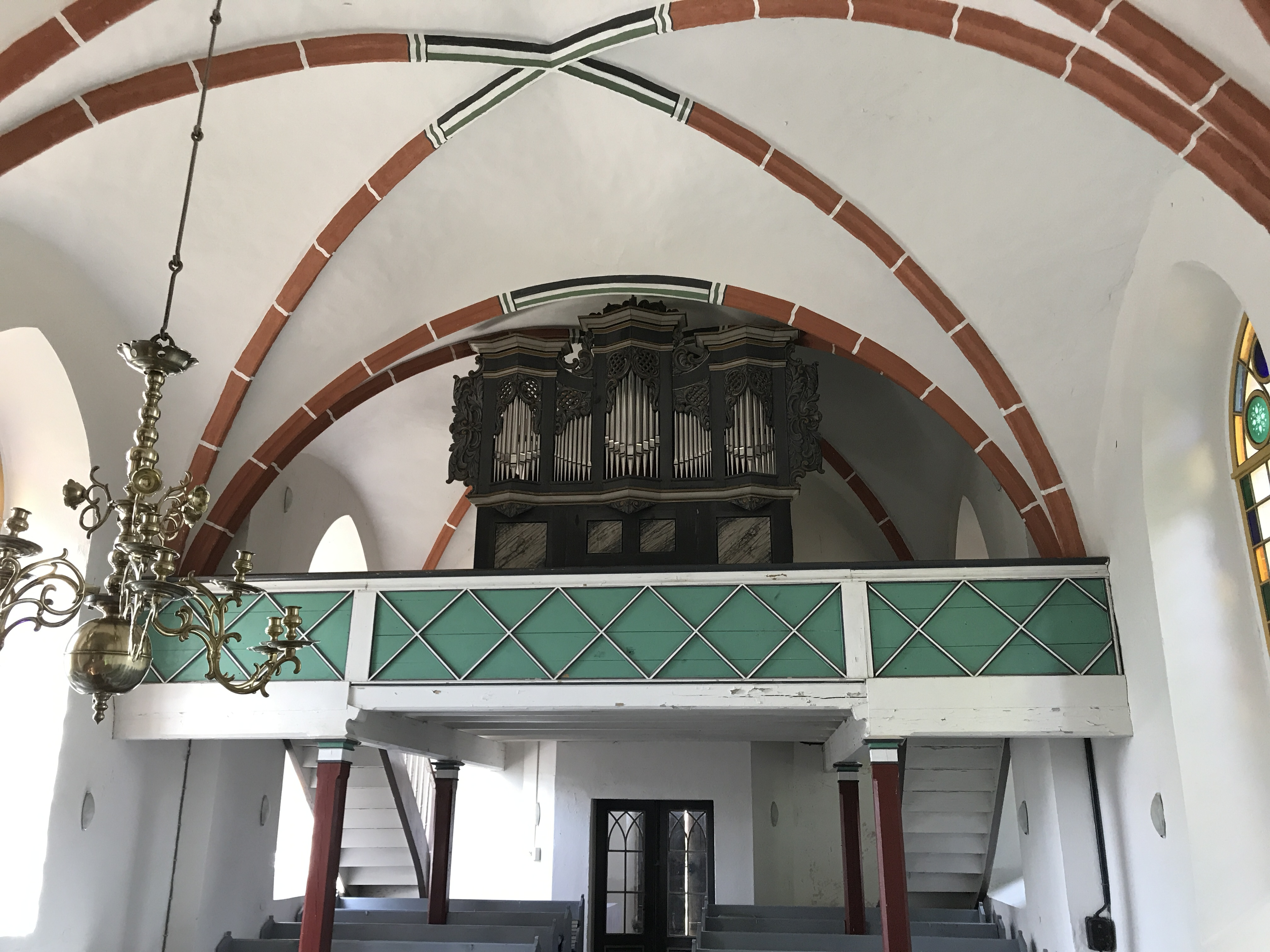
Orgelempore

Das Altarretabel wurde im Jahr 1701 von Gottfried Patzsch(en) aus Wittenberg geschaffen und 1967 restauriert. In dem hölzernen Aufbau befinden sich in einer klassischen Abfolge drei Ölgemälde übereinander: In der Predella befindet sich das Abendmahl, darüber die Kreuzigung Christi sowie die Auferstehung Jesu Christi. Seitlich befinden sich in Muschelnischen Engel mit Leidenswerkzeugen und Akanthusschnitzwerk, über den Bildern befindet sich der Auferstandene Christus. Der spätgotische Taufstein besteht aus Sandstein und stammt aus dem 16. Jahrhundert. Die Orgel wurde von Alexander Schuke aus Potsdam im Jahr 1912 erstellt (Opus 76) und ersetzte ein Instrument von Joachim Wagner aus dem Jahr 1738. Es hat 13 Register, zwei Manuale, ein Pedal und wurde 2007 aufwendig saniert. Zur weiteren Kirchenausstattung gehörten Teile der Neueinrichtung aus dem Jahr 1856, darunter die Türen, die ornamentale Fensterverglasung sowie die Trennwände seitlich des Altars.
Geputzte Wandflächen auf den Gewölben zeigen, dass der Chor ursprünglich flach gedeckt war. Er besitzt ein Kreuzrippengewölbe mit Kappen und Birnstabrippen. In der Turmhalle befindet sich eine Glocke mit Minuskelschrift, diese stammt wahrscheinlich aus dem 15. Jahrhundert.

## Würdigung
Das Brandenburgische Landesamt für Denkmalpflege und Archäologische Landesmuseum (BLDAM) würdigt in seiner Denkmaldatenbank das Bauwerk als „eine der markantesten Dorfkirchen des Niederen Flämings“. Sie begründet dies mit der erhöhten Lage im Zentrum des Dorfes sowie den „originellen Turm“. Durch den Umbau im 19. Jahrhundert entstand „ein gutes Beispiel neugotischer Gestaltung“ mit einer „stimmungsvoll in Verbindung mit der im Laufe der Zeit gewachsenen Inneneinrichtung“.